# Peucedanum latourrettii
Peucedanum latourrettii är en flockblommig växtart som beskrevs av Cusson och Ernst Gottlieb von Steudel. Peucedanum latourrettii ingår i släktet siljor, och familjen flockblommiga växter. Inga underarter finns listade i Catalogue of Life.